# Криста Белл
Кри́ста Белл Цухт (англ. Chrysta Bell Zucht) — американская певица, автор песен, продюсер, актриса, модель. Белл разделяла сцену с такими исполнителями как Вилли Нельсон, Брайан Сетцер, Донован, Пэт Мастелотто, Трей Ганн.

## Биография
Выпускница Средней школы Аламо-Хайтс (1996), дочь дантиста Артура Д. Цухта III (третьего) и певицы Санни Маркем, Криста Белл начала свою профессиональную музыкальную карьеру в Остине, Техас как ведущая вокалистка свинг-джаз-группы «8½ Souvenirs».

### Творчество с Дэвидом Линчем
Криста Белл встретила Дэвида Линча, когда ей было 20 лет (в 1998 году) в голливудском доме режиссёра. У неё был контракт с компанией RCA-Victor, и её агент назначил встречу с Линчем для прослушивания её демо-материала к музыкальному фону фильма. После этого Линч пожелал работать с Белл напрямую как с актрисой.
«Это был приятный опыт музыкальной алхимии» — отзывалась о своей работе Белл, задача которой была создать мелодию и тональность к словам.
Позже в 2004 году Криста Белл уехала из Остина в Лос-Анджелес, где создавала и записывала музыкальные композиции с культовым кинорежиссёром-авангардистом Дэвидом Линчем. Вместе они написали саундтрек «Польская Поэма» («Polish Poem») к фильму «Внутренняя Империя» (2006).

### Белл на телевидении
Белл провела множество международных турне и участвовала в таких телевизионных шоу как: «Austin City Limits», «Good Morning America», and ABC’s «Switched!». Она снималась в роли Сары, возлюбленной Джета Ли в фильме «Американские приключения» («Once Upon a Time in China and America», 1997), а также в рекламе Ford Motor Company.

### Сольный альбомThis Trainс Дэвидом Линчем
В 2011 году Криста Белл записала сольный альбом This Train. 29 сентября 2011 года альбом был выпущен на лейбле Дэвида Линча La Rose Noire records.
Рецензия на This Train c  machinistmusic.net:
«…Альбом получился плавным, волнующим, драматичным, загадочным, романтичным, атмосферным, балансирующим на тонкой грани между трип-хопом, придуманным PORTISHEAD, гипнотизирующей туманной музыкой Анджело Бадаламенти из сериала „Твин Пикс, 1990—1991“ и масштабными балладами Селин Дион.
Титульный трек без утаивания демонстрирует все вокально-инструментальные и ауральные особенности этого релиза. В отдельных композициях альбома можно также уловить элементы классики, блюза, эротического ретро и сумеречного джаза в нуар-тонах. Вокалы Chrysta Bell печальны, мечтательны, глубоки и густы, органичны и женственны. По силе воздействия и атмосферности голос Chrysta Bell сравним с Бет Гиббонс, несмотря на различие в тембровых оттенках.
Инструментальное обрамление композиций живое, но допускает эмбиентные вкрапления и аккуратные семплы (например, звук движущегося поезда в первом треке). Томные и одинокие густые гитарные переливы вкупе с неспешной ритм-секцией звучат знакомо для поклонников Дэвида Линча, а остальные инструментальные партии мягко дополняют и придают дополнительные пикантность и шарм музыке. Практически весь альбом звучит в одном поэтичном, спокойном и печальном ключе, и только финальный трек „The Truth Is“ немного приободряется и принимает вид артистичного феминистского инди-попа».

## Дискография

### Альбомы
C 8 1/2 Souvenirs
- Happy Feet' (1995 — RCA Victor)
- Souvonica (1997 — Continental Club music)
- Twisted Desire (1999 — RCA Victor)
- Live Memories (2000 — Giraudo Records)

Сольные альбомы
- This Train (2011 — La Rose Noire records)
- Somewhere in the Nowhere (2016 — Meta Hari Records)
- We Dissolve (2017 — Meta Hari Records)
- Feels Like Love (2019 — Meta Hari Records)
- Midnight Star (2022)
- Cellophane Memories (с Дэвидом Линчем) (2024 — Sacred Bones Records[англ.])

### Саундтреки
- «Polish Poem» к психологической драме «Внутренняя империя» («Inland Empire», 2006).

## Фильмография
| Год  |   | Русское название         | Оригинальное название                 | Роль          |
| ---- | - | ------------------------ | ------------------------------------- | ------------- |
| 2017 | с | Твин Пикс                | Twin Peaks                            | Тэмми Престон |
| 1997 | ф | Американские приключения | Once Upon a Time in China and America | Сара          |